# Paso de Carrasco
Paso de Carrasco – miasto w Urugwaju, w departamencie Canelones.